# Classe ATC V04
La classe ATC V04, dénommée « Médicaments pour diagnostic », est un sous-groupe thérapeutique de la classification anatomique, thérapeutique et chimique, développée par l'OMS pour classer les médicaments et autres produits médicaux. La classe ATC vétérinaire correspondante dans la classification ATCvet est QV04. Le sous-groupe présenté ici est celui établi par l'OMS, et peut donc différer des versions dérivées utilisées dans certains pays. Il fait partie du groupe anatomique V de la classification, intitulé « Divers ».

## V04B Tests urinaires
Classe vide.

## V04C Autres médicaments pour diagnostic

### V04CA Tests pour le diabète
V04CA01 Tolbutamide
V04CA02 Glucose

### V04CB Tests pour l'absorption des graisses
V04CB01 Concentrés de vitamine A

### V04CC Tests pour la fonction biliaire
V04CC01 Sorbitol
V04CC02 Sulfate de magnésium
V04CC03 Sincalide (en)
V04CC04 Cérulétide (en)

### V04CD Tests pour la fonction hypophysaire
V04CD01 Métyrapone
V04CD03 Sermoréline (en)
V04CD04 Corticoréline (en)
V04CD05 Somatoréline (en)
V04CD06 Macimoréline (en)

### V04CE Tests pour la fonction hépatique
V04CE01 Galactose
V04CE02 Sulfobromophtaléïne (en)
V04CE03 Méthacétine (13C)

### V04CF Diagnostic de la tuberculose
V04CF01 Tuberculine

### V04CG Tests pour la sécrétion gastrique
V04CG01 Résines échangeuses de cations
V04CG02 Bétazole (en)
V04CG03 Phosphate d'histamine
V04CG04 Pentagastrine (en)
V04CG05 Chlorure de méthylthioninium
V04CG30 Caféine et benzoate de sodium

### V04CH Tests pour la fonction rénale
V04CH01 Inuline et autres polyfructosans (en)
V04CH02 Carmin indigo
V04CH03 Phénolsulfonéphtaléïne
V04CH04 Alsactide (en)
V04CH30 Acide aminohippurique

### V04CJ Tests pour la fonction thyroïdienne
V04CJ01 Thyrotropine
V04CJ02 Protiréline

### V04CK Tests pour la fonction pancréatique
V04CK01 Secrétine
V04CK02 Pancréozymine (cholécystokinine)
V04CK03 Bentiromide (en)

### V04CL Tests pour les affections allergiques
V04CL01 Méthacholine

### V04CM Tests pour les troubles de la fertilité
V04CM01 Gonadoréline

### QV04CV Tests pour fonction respiratoire
QV04CV01 Lobéline

### V04CX Autres médicaments pour diagnostic
Vide.